# Tarzana
Tarzana (wym. [tɑrˈzænə]) – dzielnica Los Angeles, w San Fernando Valley; powstała na byłej farmie amerykańskiego pisarza, twórcy cykli książek o przygodach Tarzana – Edgara Rice′a Burroughsa.